# چغک‌چینی دیوید
چغک‌چینی دیوید (نام علمی: Alcippe davidi) نام یک گونه از سرده چغک‌چینی است.